# Agent Orange (banda)
Agent Orange é uma banda Estado-unidense de rock formada em Orange Country, California em 1979. A banda é uma das primeiras misturas de punk rock com surf music.

## História
Eles ganharam atenção pela primeira vez com a música "Bloodstains" que lançaram no EP homônimo. Uma demo mais nova da música foi apresentada no programa do DJ Rodney Bingerheimer da rádio KROQ, Pasadena, na qual logo se tornaria um de seus maiores hits.
Além de ter Mike Palm e Scott Miller como membros originais, Steve Soto foi o primeiro baixista do power trio, o único que tocou a primeira versão de "Bloodstains". A versão do LP "Living in Darkness" dessa música apareceu mais tarde no jogo Tony Hawk's Pro Skater 4. Soto depois deixou a banda para formar o The Adolescents.
Com o novo membro James Levesque no baixo, gravaram o Living in Darkness Sessions no estúdio de gravação de Brian Elliot (Elliot é principalmente conhecido por ter composto o hit "Papa Don't Preach" de Madonna). O resultado dessas sessões foi o primeiro álbum, Living In Darkness (originalmente lançado pela Posh Boy Records em Novembro de 1981).
Em 1988, Brent Liles, ex baixista da renomada banda Social Distortion, substituiu James Levesque no baixo e logo mais naquele ano, gravaram Living in Total Darkness, no qual foi uma regravação do álbum original Living in Darkness com algumas poucas músicas mixadas nele. O álbum não teve lançamento nacional e muitas poucas cópias existem.
Em 1989, Derek O'Brien, também ex integrante da banda Social Distortion, substituiu Scott Miller na bateria e em 1990, gravaram o álbum ao vivo Real Live Sounds. Essa é a única gravação com Palm/Liles/O'Brien na formação. Sam Boller entrou no lugar de Liles em janeiro de 1992 e se manteve até maio de 2003 na banda, quando saiu para entrar na banda da lenda da guitarra surf, Dick Dale, onde está até hoje.
O Agent Orange tem tido enorme influência no cenário skate punk mesmo que tenham declarado no álbum Living in Darkness que "De qualquer maneira, não gostamos de skate".

## Membros
Em toda a história da banda:
- Mike Palm

Outros membros:
- James Levesque 1979-1988 (CD Living in Darkness, This is the Voice)
- Scott Miller (CD Living in Darkness, This is the Voice)
- Brent Liles (CD Real Live Sound, Living in Total Darkness)
- Derek O'Brien (CD Real Live Sound)
- Tim Riley
- Sam Bolle 1991-2003 (CD Virtually Indestructible)
- Charlie Quintana (CD Virtually Indestructible)
- Steve Soto (Primeiro single "Bloodstains")
- Steve Latanation
- Bruce Taylor

Atualmente:
- Perry Giordano
- Dave Klein
- Mike Palm

## Discografia

### Álbuns
- Living in Darkness (1981)
- This is the Voice (1986)
- Living in Total Darkness" (1988)
- Real Live Sound (1990)
- Virtually Indestructible (1996)

### EPs
- "Bloodstains" (7" EP, 1979)
- "Bitchin' Summer" (1982)
- "When You Least Expect It" (1984)